# Vegas 76
Albums de Silmarils
Live 4 Life
Vegas 76 est le quatrième album du groupe Silmarils, sorti en 2000.

## Titres
1. Rock with It
2. You Want Me
3. Jesus Burns
4. Va y avoir du sport
5. For My City
6. Copacabana
7. 1980
8. Missing Files
9. Boogie
10. Monica
11. Get Off My Back
12. Je ne t'en veux pas
13. Two Shots for the King
14. Jennifer